# بونی (روستا)
بونی به عربی ( الُبونی )، روستایی است در دهستان الطور از توابع استان حَجّه در کشور یمن در شبه جزیره عربستان.

## جمعیت
جمعیت آن (۵۰) نفر (۴ خانوار) می‌باشد.